# محمدعلی کیانی‌نژاد
محمّدعلی کیانی‌نژاد، (زادهٔ ۱ آبان ۱۳۳۱ در بیرجند) موسیقی‌دان، آهنگساز و نوازندهٔ ساز نی اهل ایران است. او از بنیان‌گذاران گروه موسیقی دستان بوده‌است.

## زندگی هنری
محمدعلی کیانی‌نژاد، ۱ آبان سال ۱۳۳۱ در بیرجند متولد شد. پدر وی، غلام‌حسین کیانی‌نژاد، صدای خوشی داشت و فرزندش را به خواندن تشویق می‌کرد. او از سن ۸ سالگی خوانندگی و نواختن فلوت را آغاز کرد. وی در سال ۱۳۵۱ به دانشکدهٔ هنرهای زیبای دانشگاه تهران راه یافت و نزد هنرمندانی نظیر: نورعلی برومند، داریوش صفوت، محمدتقی مسعودیه و هرمز فرهت به آموختن موسیقی پرداخت.
او از سال ۱۳۵۳ وارد مرکز حفظ و اشاعهٔ موسیقی شد و همچنین توانست در اولین آزمون باربد، در رشتهٔ نی‌نوازی به عنوان نخست دست یابد. وی در ادامه با هنرمندان سرشناسی همچون: شهرام ناظری، محمدرضا شجریان، حسین علیزاده، عطا جنگوک، پرویز مشکاتیان، ایرج بسطامی و علیرضا افتخاری همکاری نمود. او در سال ۱۳۷۳ در فستیوال جهانی تکنوازی و بداهه‌نوازی سازهای بادی در کشور سوئد به کسب مقام دست یافت.او نخستین اثر مستقل خود به عنوان آهنگساز را در سال ۱۳۶۵ با عنوان «مهرورزان» با صدای علیرضا افتخاری منتشر نمود. محمدعلی کیانی‌نژاد در سال ۱۳۶۷ کتاب آموزشی برای نی به عنوان شیوه نی‌نوازی و شناخت سازهای بادی ایران و در سال ۱۳۷۹ کتاب ردیف موسیقی ایران برای ساز نی را منتشر کرد. در سال ۱۳۸۷ نشان درجهٔ یک هنری به وی اعطا شد. او همچنین عضو هیئت مدیرهٔ خانه موسیقی ایران بوده و سرپرستی «ارکستر موسیقی جوان» را بر عهده داشته‌است.

## آثار هنری
از جمله آثار محمدعلی کیانی‌نژاد به موارد زیر می‌توان اشاره نمود:
- «مهرورزان» با آهنگسازی محمدعلی کیانی‌نژاد و خوانندگی علی‌رضا افتخاری[۸]
- «انتظار» با آهنگسازی محمدعلی کیانی‌نژاد و خوانندگی محمدرضا شجریان[۹]
- «سرو سیمین» با آهنگسازی محمدعلی کیانی‌نژاد و خوانندگی علی‌رضا افتخاری[۱۰]
- «پیرمغان» با آهنگسازی محمدعلی کیانی‌نژاد و خوانندگی ملک‌محمد مسعودی[۱۱]
- مندیر (آلبوم) با آهنگسازی محمدعلی کیانی‌نژاد و خوانندگی ملک‌محمد مسعودی[۱۲]
- «گلمی» با آهنگسازی محمدعلی کیانی‌نژاد و خوانندگی ملک‌محمد مسعودی[۱۳]
- «فریاد عشق» با آهنگسازی محمدعلی کیانی‌نژاد و خوانندگی سیامک شجریان[۱۴]
- «یادگار دوست» با آهنگسازی کامبیز روشن‌روان و خوانندگی شهرام ناظری[۱۵]
- «سوته دلان» با آهنگسازی کامبیز روشن‌روان و خوانندگی شهرام ناظری[۱۶]
- «نهان‌خانهٔ دل» با آهنگسازی کامبیز روشن‌روان و خوانندگی بیژن بیژنی[۱۷]
- «مژده بهار» با آهنگسازی پرویز مشکاتیان و خوانندگی ایرج بسطامی[۱۸]
- «بوی نوروز» با آهنگسازی حمید متبسم و خوانندگی ایرج بسطامی[۱۹]
- «نجوا» با آهنگسازی حسن یوسف‌زمانی و خوانندگی شهرام ناظری[۲۰]
- «بامداد» با آهنگسازی حمید متبسم و خوانندگی بیژن کامکار[۲۱]
- «دف و نی» (موسیقی کردی) به همراه بیژن کامکار[۲۲]
- «گلریزان» تکنوازی نی، به خوانندگی امیر مهریار[۲۳]
- سروناز (آلبوم) تکنوازی نی، به خوانندگی صمد عقاب و تنظیم فریدون شهبازیان